# Крылов, Виктор Александрович
Ви́ктор Алекса́ндрович Крыло́в (29 января (10 февраля) 1838, Москва — 28 февраля (13 марта) 1906, Санкт-Петербург) — русский драматург, один из авторов «ЭСБЕ».

## Биография
Виктор Крылов родился в Москве, где его отец занимался адвокатурой. Учился в Москве — в 3-й гимназии, затем в Санкт-Петербурге — в инженерном училище (вып. 1856) и инженерной академии (вып. 1859). Во время учёбы в инженерной академии одновременно преподавал начертательную геометрию во 2-м кадетском корпусе, после 1859 года преподавал в инженерном училище.
Ещё в инженерном училище Крылов подружился с Ц. А. Кюи; в середине 1850-х годов он написал несколько романсов на музыку своего друга, среди них — популярный в то время романс «Тайна», затем (1857—1859) — либретто для опер Кюи «Кавказский пленник» и несколько стихов для оперы «Вильям Ратклиф».
В 1858 году Крылов написал первую пьесу — одноактную комедию «Прямо не было» по повести А. В. Дружинина «Полинька Сакс». В 1862 году он написал первую большую критическую статью о пьесе А. С. Грибоедова «Горе от ума» и её постановке в Александринском театре (газета «Северная пчела», 5 и 6 окт. 1862 г.), привлекшую внимание В. Ф. Корша, начинавшего тогда редактировать «Санкт-Петербургские ведомости» и предложившего Крылову вести в этой газете театральную хронику. В 1863—1865 годах Крылов — постоянный сотрудник театрального отдела газеты. В 1867 году он вышел в отставку в чине капитана.

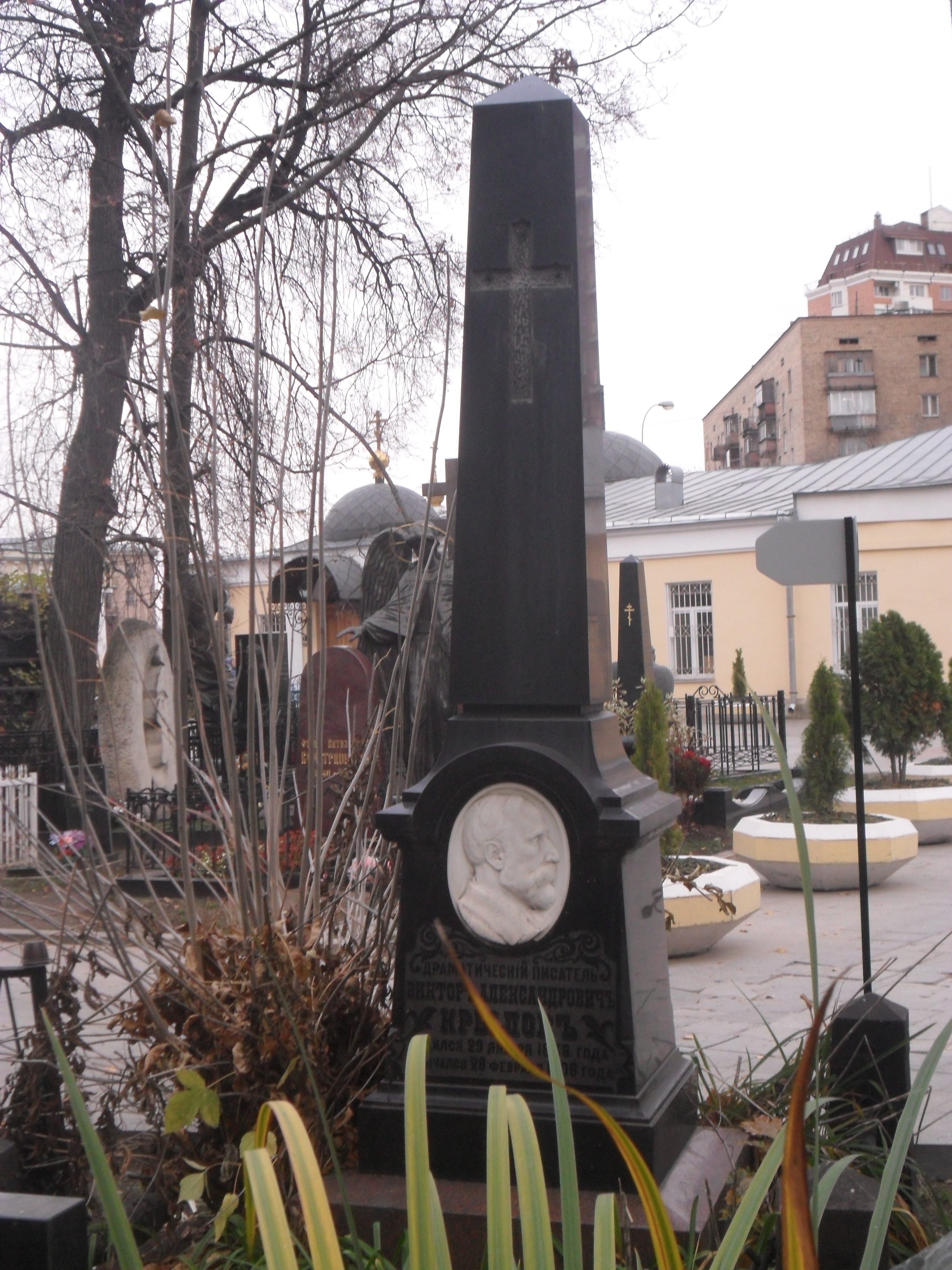
Могила Крылова на Ваганьковском кладбище.

В 1864 году он написал первую большую пьесу «Против течения», по рассказу М. С. Щепкина. Пьеса была подписана псевдонимом Виктор Александров. Это драма из крепостного быта о деспотизме помещика, доведшего до самоубийства крепостного музыканта, который посмел полюбить его дочь. Первоначально пьеса не была разрешена цензурой из-за того, что «в ней не проявляется нравственных начал в двух главных действующих лицах». В 1865 году она была всё-таки сыграна Малым театром, но прошла всего два раза и была снята с репертуара, якобы, по болезни одного из исполнителей.
С 1870 года после успешной постановки комедии «К мировому» Крылов окончательно посвятил себя театру, стал одним из самых плодовитых и репертуарных драматургов своего времени. Им написано около 125 пьес, более 30 оригинальных, а в основном — инсценировки и переделки произведений русских и иностранных авторов. Больше всего он работал в жанре развлекательной комедии.
Из его журнальных статей о театре главные: «Драма страстей господних в Обер-Аммергау» («Вестник Европы», 1881) и «Очерки театрального дела в Европе» («Русская мысль», 1893). Из других литературных работ выделяются: стихотворный перевод «Натана Мудрого» Лессинга (1874) и обличительная книга «Столбы» (1868) — рассказ о злоупотреблениях помещиков в среде только что освобожденных крестьян. «Столбы» были предметом весьма громкого в своё время процесса о клевете. Инсценировал в соавторстве с Сергеем Сутугиным «Идиота» Ф. М. Достоевского (1899), сочинял либретто для оперетт.
В 1893—1898 годах Крылов был начальником репертуарной части петербургских Императорских театров; в его работу входило заботиться о серьёзном репертуаре и постановке классических пьес европейского и русского театра.
А. П. Чехов писал Суворину: 

Читали ли Вы в «Русской мысли» статью В. Крылова? Этот человек любит театр, и я верю ему, хотя я не люблю его пьес
Антиеврейская направленность пьесы Крылова «Контрабандисты» вызвала протесты со стороны публики, и первое представление пьесы в петербургском Малом театре Суворина в 1900 году было сорвано. Актриса Лидия Яворская в знак протеста вышла из состава труппы. Постановки пьесы были сорваны также и в других городах, ряд актёров и театров отказался от участия в постановках.
Умер в 1906 году. Похоронен на Ваганьковском кладбище (2 уч.).

## Наиболее значительные пьесы
- 1874 — «Земцы»
- 1877 — «В духе времени»
- 1882 — «Не ко двору»
- 1883 — «Горе-злосчастье»
- 1883 — «Надя Миранова»
- 1883 — (совм. с П. Н. Полевым) «Правительница Софья» — историческая драма
- 1886 — «Семья» (совм. с Адашевым)
- 1889 — «Разлад»
- 1891 — «Отрава жизни»
- 1891 — «Девичий переполох» (совм. с П. Н. Полевым) — комедия
- 1896 — «В глуши Сибири»
- 1901 — «Сыны Израиля» («Контрабандисты»; совм. с С. Эфроном (Литвиным)) — скандальная антисемитская пьеса
- «К мировому»
- «Город упраздняется».

Комедии
- «В осадном положении» (1886)
- «Шалость» (1880)
- «Баловень» (1885)
- «Сорванец» (1888)
- «Летние грезы» (1892)
- «Кому весело живется?» (1896);